# Leptochilus buergerianus
Leptochilus buergerianus là một loài thực vật có mạch trong họ Polypodiaceae. Loài này được (Miq.) Bosman miêu tả khoa học đầu tiên năm 1991.